# Одая-Богдана
Одая-Богдана (рум. Odaia Bogdana) — село у повіті Васлуй в Румунії. Входить до складу комуни Фелчу.
Село розташоване на відстані 257 км на північний схід від Бухареста, 47 км на південний схід від Васлуя, 103 км на південь від Ясс, 96 км на північ від Галаца.

## Населення
За даними перепису населення 2002 року у селі проживали 380 осіб, усі — румуни. Усі жителі села рідною мовою назвали румунську.